# Пророк Єремія (Мікеланджело)
«Пророк Єремія» (італ. Geremia) — фреска Мікеланджело Буонарроті на стелі Сикстинської капели (Ватикан), створена ним протягом 1508–1512 років. Фреска зображає одного із чотирьох великих старозавітних пророків — Єремію.

## Опис
Про зображених пророків та сивіл Вазарі писав: «усі в різноманітних позах, їхні драпіровки прегарні, а одяг різноманітний. Вони виконані з фантазією і прекрасним розумінням. Хто вдумається в їхні почуття, тому вони здадуться божественними». Самого Єремію він описав так:
|  | (…) склав навхрест ноги, тримає рукою бороду, спершись ліктем у коліно і, поклавши другу руку на груди, схиляє він голову і цим виявляє меланхолію, роздум і гіркі думки про свій народ. |

Фреска з пророком є першою зліва від вівтаря. Його ангели-помічники теж зображені у роздумах — ангел над правим плечем пророка теж сумно дивиться вниз, як і пророк. Ангел над лівим плечем дивиться в сторону.
Англійський художник та критик Роджер Фрай використав цю постать як приклад для ілюстрації своїх «емоційних елементів дизайну» (англ. emotional elements of design)[а].

## Виноски
1. ↑  Вазарі, 1970, с. 333.
2. ↑  Fry, 1920, с. 23.